# Oetze Verschoor
Oetze Verschoor (Rotterdam, 1944) is een Nederlandse zanger. Hij is met name bekend van het lied Zuiderzeeballade dat hij als veertienjarige opnam met Sylvain Poons.
Dit nummer, opgenomen in 1959 en uitgebracht in 1960 werd in 1962 een grote hit in Nederland. Met Poons heeft Verschoor ook het nummer Scheiden doet Leiden opgenomen.
In de late jaren '70 heeft Verschoor meerdere solo-singles en een album opgenomen bij Dureco. Het album, Mijn IJsselmeer, bevat twaalf smartlappen en zeemansliederen. Het titelnummer werd opgenomen naar aanleiding van de inpoldering van de Markerwaard. Dit nummer, alsmede de andere singles Hein en Afscheid van dit album, werd geen commercieel succes.

## NPO Radio 2 Top 2000
| Nummer met noteringen in de NPO Radio 2 Top 2000 | '99  | '00-'01 | '02  | '03  | '04 | '05  |
| ------------------------------------------------ | ---- | ------- | ---- | ---- | --- | ---- |
| Zuiderzeeballade (met Sylvain Poons)             | 1228 | -       | 1996 | 1134 | -   | 1855 |

1. ↑  Een '-' betekent dat het nummer niet was genoteerd en een vetgedrukt getal geeft de hoogste notering aan.
2. ↑  Deze tabel is bijgewerkt tot en met de laatst bekende editie (2024).